# Uniloculina
Uniloculina es un género de foraminífero bentónico considerado un sinónimo posterior de Adelosina de la familia Spiroloculinidae, de la superfamilia Milioloidea, del suborden Miliolina y del orden Miliolida. Su especie tipo era Uniloculina indica. Su rango cronoestratigráfico abarcaba el Holoceno.

## Clasificación
Uniloculina incluía a la siguiente especie:
- Uniloculina indica